# أبو طبق
أبو طبق أو أبو قرص أو الطبق أو الكنف (الاسم العلمي Holacanthus)، جنس أسماك بحرة من فصيلة الملائكية بحرية. أنواعه المعروفة نحو 10 موطنها بحار البلاد الحارة. جميعها صغيرة القد مفلطحة مستديرة طولها يرواح بين 15 و20 سم. أثوابها زاهية الألوان الجميلة المجذعة بالأصفر والبرتقالي والوردي.